# Suzuki eVitara
La Suzuki eVitara est un SUV urbain 100 % électrique du constructeur automobile japonais Suzuki produite à partir de 2025. Elle est la première voiture électrique du constructeur.

## Présentation
La Suzuki eVitara est dévoilée le 4 novembre 2024 à Milan par le constructeur. Elle est produite dans l’usine de Suzuki Motor Gujarat, en Inde à partir du printemps 2025.

## Caractéristiques techniques
L'eVitara repose sur la plateforme technique Heartect-e du constructeur, qu'elle partagera avec le futur SUV électrique Toyota bZ2x développé conjointement avec l'eVitara.

### Motorisations
Le SUV est disponible avec deux capacités de batteries LFP de 49 et 61 kWh acceptant 150 kW en courant continu (DC) et 11 kW en courant alternatif (AC). La plus petite batterie alimente un moteur de 106 kW et la plus grande et disponible avec un moteur de 128 kW en traction, ou en quatre roues motrices avec un second moteur de 48 kW sur l'essieu arrière.

## Concept car

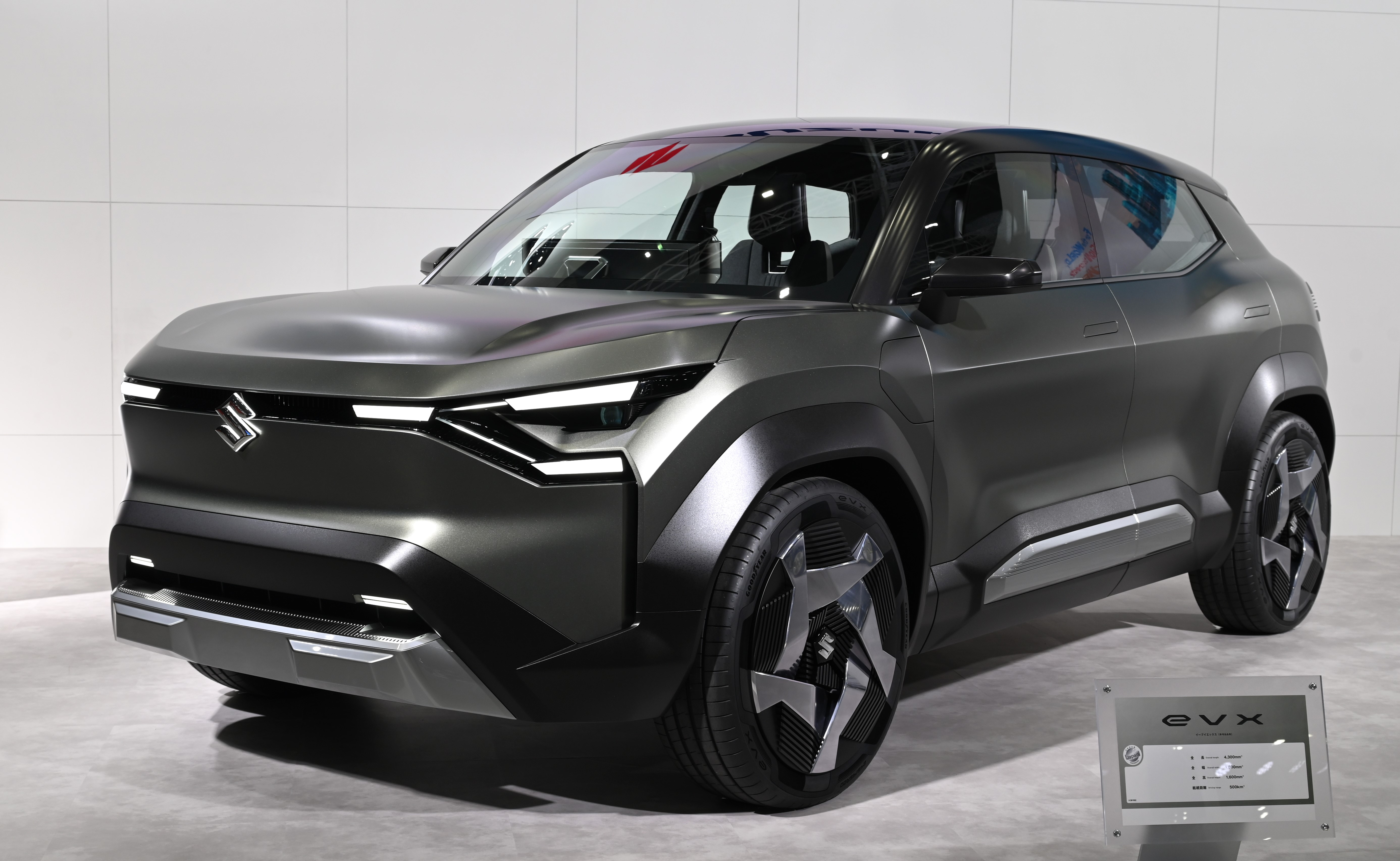
Suzuki eVX

La Suzuki eVitara est préfigurée par le concept car Suzuki eVX Concept présenté en janvier 2023 au Japan Mobility Show.